# Plaza de Santa Ana (Granada)
La plaza de Santa Ana es una pequeña plazoleta anexa a Plaza Nueva. Ubicada en los pies del barrio del Albaicín, en la ciudad española de Granada, justo frente a la iglesia de San Gil y Santa Ana, en el comienzo de la Carrera del Darro.
Es de planta trapezoidal con lados de 46, 37, 35 y 36 metros que encierran una superficie próxima a 1.525 metros cuadrados.
La plaza inicialmente estaba reducida al compás cerrado con verja de hierro de la iglesia de San Gil y Santa Ana, que había sido erigida entre los años 1540 y 1560, sobre los espacios ocupados por la antigua mezquita del barrio situado al pie de la Alhambra en la orilla izquierda del río Darro, con nombre árabe "Rabad al-Mansura" , ubicado entre lo que hoy es la calle Cuesta de Gomerez y la calle Almanzora Alta. 
Junto a esta pequeña plazoleta de entrada al templo, existió un puente conocido como qantarat al-hayyamin o puente de los Barberos, que años después adoptaría el nombre de puente de Santa Ana. Esta estructura facilitaba la comunicación de la margen derecha del río Darro con los tres barrios de la Granada musulmana situados en su margen izquierda: el barrio de Almanzora, el barrio de la Churra o ("Yurra" o "Rabad al Cadi") y el barrio Mauror o ("Rabad Mawrur"), al pie de las Torres Bermejas.
En 1878, debido a las continuas inundaciones que padecía la ciudad, se acordó embovedar el río entre Plaza Nueva y la Iglesia de San Gil y Santa Ana. Este proyecto determinaría la configuración actual de la plaza, pero implicó la demolición completa del antiguo viaducto.
La remodelación de la plaza se terminó en el año 1940, y a finales de 1941, sería trasladada hasta allí, cerca a la casa natal de Antonio Gallego Burín, la fuente conocida como Pilar del Toro o Pilar de los Almizcleros obra del siglo XVI, atribuida a Diego de Siloé y que hasta entonces había estado ubicada en la calle Elvira enfrente a la bajada de la calle de Calderería.